# Lefkeli Mustafa Pascià
Gürcü Mehmed Pascià (Lefke, ... – Istanbul, 1648) è stato un politico ottomano.
Fu un Grand Visir dell'Impero ottomano nel 1622 e beilerbei (governatore) d'Egitto nel 1618.